# Clementine av Belgien
Clementine av Belgien (Clémentine Albertine Marie Léopoldine) född på Laeken 30 juli 1872, död 8 mars 1955, var en belgisk prinsessa. Hon var dotter till kung Leopold II av Belgien och Maria Henrietta av Österrike. Gift i Moncalieri i Italien under november 1910 med Napoléon Victor Jérôme Frédéric Bonaparte. Hon var Belgiens första dam 1902-1909, i egenskap av kungadotter. 

## Biografi
Clementine hade fötts som resultat av att hennes föräldrar önskade att ersätta hennes bror tronarvingen, som dött 1869, och hennes födsel var en besvikelse. Hon uppfostrades av sin mor, som beskrivs som strikt och sträng, men fick som vuxen tillåtelse av fadern att resa och röra sig fritt utan moderns tillstånd. Hon beskrivs som sin fars favorit, och hade en ansträngd relation till sin mor. 
Hon var i yngre år förälskad i sin kusin, prins Baudouin av Belgien (1869-1891), och sedan i hovmannen baron Auguste Goffinet. År 1888 blev hon förälskad i prins Victor Napoleon Bonaparte. Hennes far förbjöd dem att gifta sig, på grund av nedärvd motvilja mot släkten Bonaparte, vilket orsakade en konflikt mellan dem. Hon fortsatte att fråga ända fram till 1903, men fadern sade nej varje gång och hotade att göra henne arvlös; paret beslöt då att vänta till efter faderns död. 1896 tackade hon nej till faderns förslag att gifta sig med kronprins Rupprecht av Bayern. 
Vid moderns död 1902 fick Clementine fylla den officiella rollen av "första dam" vid faderns sida och spela drottningens offentliga roll.  
Efter faderns död 1909 fick hon äntligen tillstånd av sin kusin, den nye monarken Albert I av Belgien, att gifta sig med Victor Napoleon Bonaparte, efter 21 års väntan. Paret bosatte sig i Bryssel. Hon blev lycklig med maken och fick en son och en dotter med honom. Under första världskriget levde hon i Storbritannien hos Eugénie de Montijo och arbetade för röda korset. Efter makens död 1926 var hon nominellt ställföreträdande regent för sin minderåriga son, som i Bonapartisternas ögon var Frankrikes rättmätiga regent, fram till 1935. Under andra världskriget vistades hon i Frankrike, där hon befann sig vid tidpunkten för invasionen och sedan blev kvar.

## Galleri

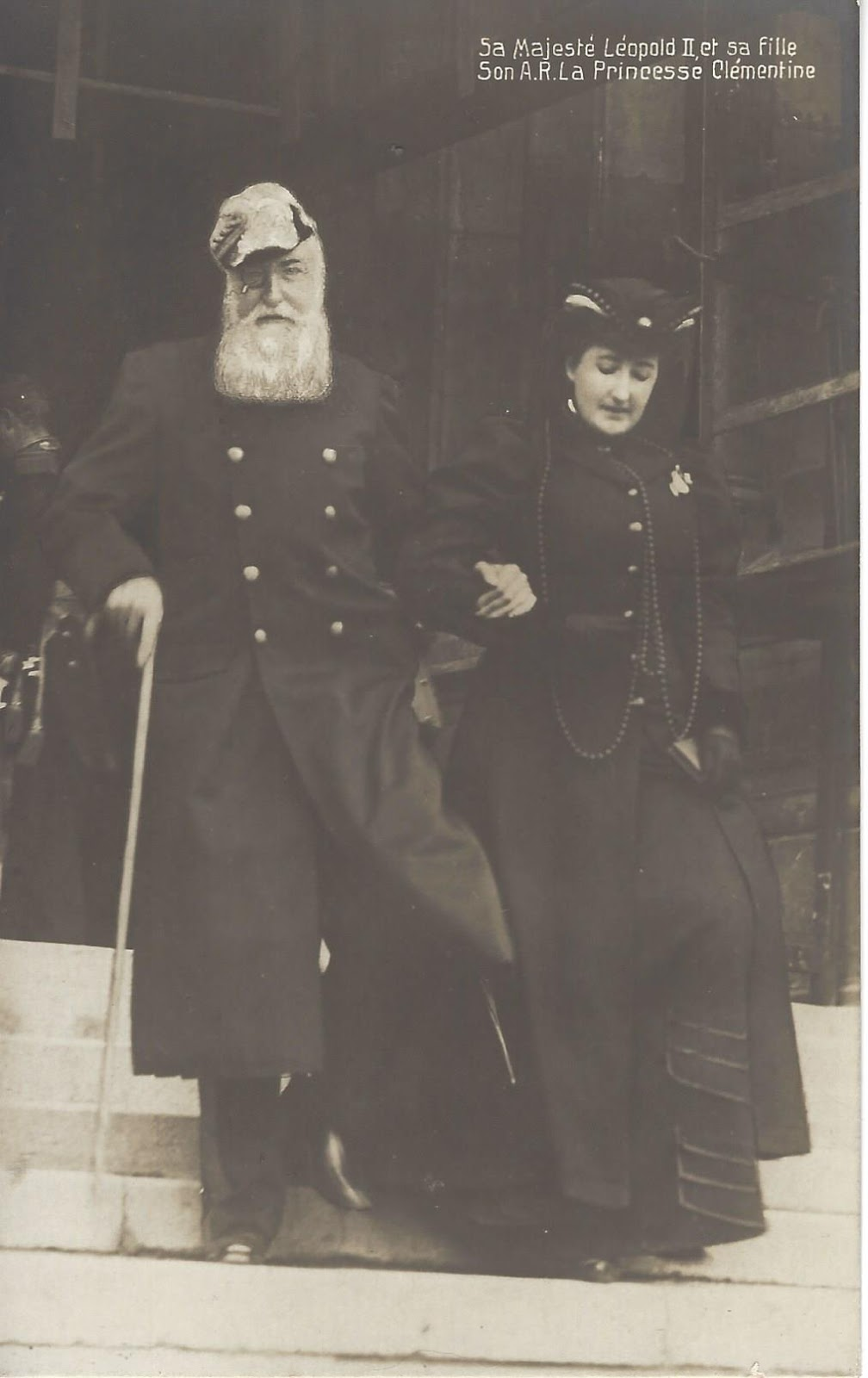
Clementine och pappan kung Leopold II
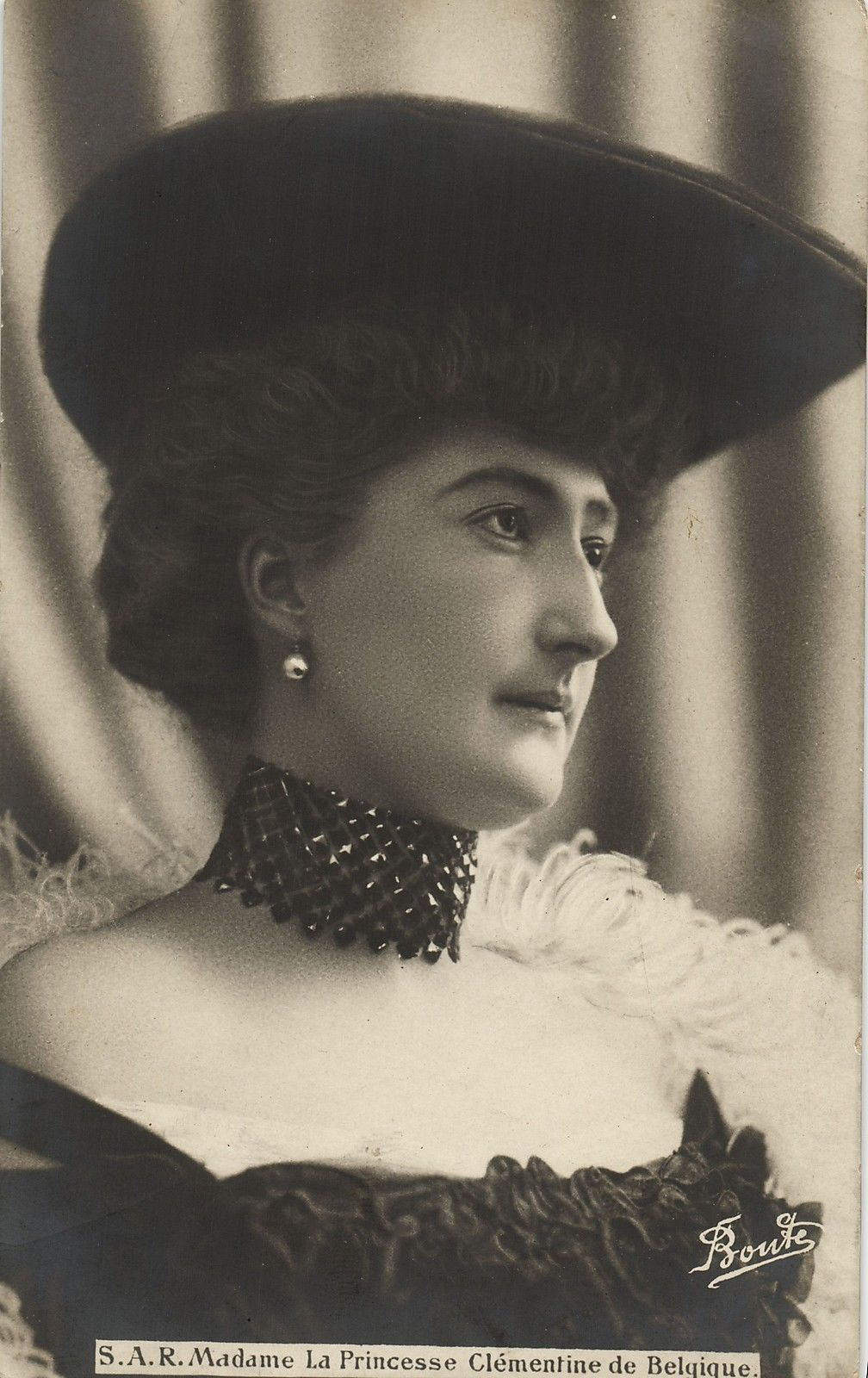
Clementine